# Graham White (Politikwissenschaftler)
Graham White (* 1948) ist ein kanadischer Politikwissenschaftler und emeritierter Professor der University of Toronto. Er amtierte 2010/11 als Präsident der Canadian Political Science Association (CPSA).

## Leben
White machte 1970 ein Bachelor-Examen (Politik- und Wirtschaftswissenschaft) und 1971 einen Master-Abschluss an der McMaster University, wo er 1979 auch zum Ph.D. promoviert wurde. Titel der Dissertationsschrift war: Social Change and Political Stability in Ontario: Electoral Forces 1867–1977. Ab 1984 war er erst Assistant Professor und dann Associate Professor am Erindale College der University of Toronto. Seit 1995 ist er Full Professor an der University Toronto in Mississauga, 2015 wurde er emeritiert.
White forschte vor allem über die Strukturen und Prozesse der kanadischen Regierung, insbesondere auf der Ebene der Provinzen und Territorien. Dazu zählen vergleichende Untersuchungen der kanadischen Kabinette und der politischen Institutionen von Nunavut, Yukon und den Nordwest-Territorien.